# Gare de Chedde
Gare de Chedde vasútállomás Franciaországban, Passy településen.

## Vasútvonalak
Az állomást az alábbi vasútvonalak érintik:
- Saint-Gervais–Vallorcine-vasútvonal

## Kapcsolódó állomások
A vasútállomáshoz az alábbi állomások vannak a legközelebb:
- Gare de Saint-Gervais-les-Bains-Le Fayet (Gare de Saint-Gervais-les-Bains-Le Fayet, Saint-Gervais–Vallorcine-vasútvonal)
- Gare de Servoz (Gare de Vallorcine, Saint-Gervais–Vallorcine-vasútvonal)